# Carborani

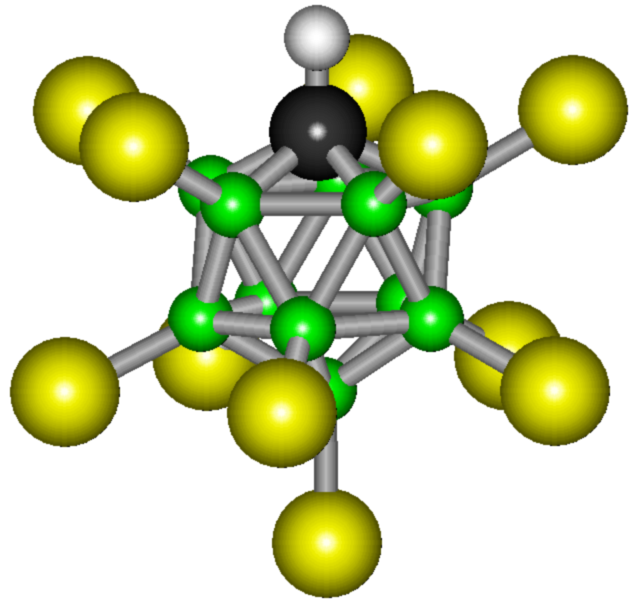
Modello tridimensionale di [CHB_{11}Cl_{11}]^{-}.

I carborani sono composti cluster caratterizzati dalla presenza di atomi di carbonio e di boro. Come nel caso dei borani, anche queste molecole possiedono geometria poliedrica e seguendo le regole di Wade e Mingos sono classificate in closo-, nido-, aracno-, ifo-. Esempi interessanti di carborani sono quelli icosaedrici closo-, estremamente stabili.
Tra i più importanti carborani spicca C2B10H12 (dicarbadodecaborano(12)), utilizzato in sintesi inorganica e anche a livello industriale con applicazioni che vanno dalla produzione di polimeri resistenti al calore ad applicazioni mediche. Questo composto viene detto super aromatico in quanto obbedisce alla regola di Hückel ed esibisce elevata stabilità termica. Presenta forme isomere (1,7 e 1,12), ottenibili per riscaldamento della molecola 1,2. Altro importante carborano è l'anione [CHB11H12]-, utilizzato per ottenere superacidi solidi. Il carborano superacido H(CHB11Cl11) è un milione di volte più forte dell'acido solforico. La ragione di questa elevata acidità risiede nella stabilità dell'anione [CHB11Cl11]-, contenente come sostituenti atomi elettronegativi di cloro. H(CHB11Cl11) è l'unico acido conosciuto in grado di protonare il fullerene C60 senza decomporlo.

## Struttura
La struttura geometrica deltaedrica dei carborani può essere determinata applicando le regole di Wade e Mingos (vedi la voce riguardante i borani). Si ricorda che ogni frammento C-H contribuisce con 3 elettroni al computo totale della molecola, ogni frammento B-H con una coppia di elettroni mentre ogni singolo H contribuisce con un singolo elettrone. Occorre altresì non dimenticare il contributo delle cariche elettroniche.
Analizziamo a titolo di esempio il carborano C2B7H13: il contributo totale dei frammenti C-H vale 6, quello per B-H vale 14 mentre tutti i singoli H contribuiscono con quattro elettroni. Il totale è 6 + 14 + 4 = 24, cioè 12 coppie di elettroni. Essendo il numero di vertici n = 9 (2 di C + 7 di B), applicando le regole di Wade e Mingos si perviene che trattasi aracno-C2B7H13 (n + 3 coppie elettroniche totali).

## Sintesi e reattività
Il closo-1,2-C2B10H12, è il carborano più ampiamente studiato ed è di semplice sintesi di laboratorio. Si ottiene facendo reagire il decaborano, B10H14, prima con un dialchil solfuro e successivamente con acetilene:
1. B10H14 + 2 SR2 → B10H12(SR2)2 + H2
2. B10H12(SR2)2 + C2H2 → C2B10H12 + 2 SR2 + H2

Il dicarbadodecaborano(12), similmente al benzene, è in grado di subire sostituzione nucleofila aromatica.
closo-1,2-C2B10H12 può perdere i 2 idrogeni legati al carbonio per trattamento con N-butil litio (litiazione). I bilitiocarborani sono buoni nucleofili e sono in grado di reagire con composti quali CO2, I2 e NOCl.
Pur essendo molto stabile, il dicarbadodecarborano(12) si può parzialmente frammentare utilizzando una base forte:
C2B10H12 + CH3CH2ONa + 2 CH3CH2OH → Na[C2B9H12] + B(CH2CH3)3 + H2
Na[C2B9H12] reagisce con idruro di sodio perdendo un idrogeno e formando il nido-[C2B9H11]2-:
Na[C2B9H12] + NaH → Na2[C2B9H11] + H2
[C2B9H11]2-, chiamato anione dicarbollide, è un importante ligando isolobale al ciclopentadienuro C5H5-, la cui simile reattività nel formare composti a sandwich è sfruttata in ambito sintetico.